# Meester van de Jardin de vertueuse consolation

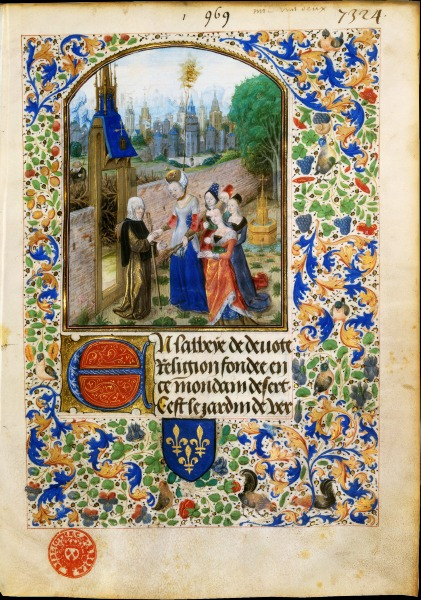
f1r uit de Jardin de vertueuse consolation, De ‘ziel’ wordt ontvangen door ‘Gehoorzaamheid’ en de vier kardinale deugden.

De Meester van de Jardin de vertueuse consolation (Tuin van deugdzame troost) is een anonieme miniaturist die actief was omstreeks 1450-1475. Hij was een leerling of volger van Lieven van Lathem. Hij kan dus zowel in Brugge als in Antwerpen actief geweest zijn want Van Lathem werkte in beide centra.
Hij kreeg zijn noodnaam naar het werk van Pierre d'Ailly:  Le Jardin de vertueuse consolation dat gemaakt werd voor Lodewijk van Gruuthuse en nu bewaard wordt in de Bibliothèque nationale de France met als signatuur ms. français 1026. Volgens sommige Franse kunsthistorici zou de Jardin de vertueuse consolation niet het werk zijn van deze meester maar van de Meester van Margaretha van York. Andere kunsthistorici zien in de superieure kwaliteit van de miniaturen in dit handschrift duidelijk de hand van een andere meester.

## Stijlkenmerken
De miniaturen zijn wat de opzet betreft gelijkaardig aan die van de Meester van Margaretha van York, maar de uitvoering is duidelijk verschillend en de kwaliteit superieur. De vakkundig getekende personages van deze meester lijken alleen maar verre verwanten te zijn  van de stijve en silhouetachtige figuren van de Margaretha van York meester. Het pallet van de meester is veel rijker en wordt subtieler gebruikt en aan de behandeling van details wordt veel meer aandacht besteed.

## Gedrukte versie
Ongeveer in dezelfde periode dat het werk voor Lodewijk van Gruuthuse tot stand kwam (1475-1476) werd het werk gedrukt door Colard Mansion als zijn eerste boek uitgegeven in Brugge. De gedrukte versie en het manuscript zijn vrij gelijkaardig. Ze vermelden geen van beiden de naam van de schrijver en ze bevatten beiden een chasonette en twee hoofdstukken die in geen enkele andere versie voorkomen. Het is vrij onwaarschijnlijk dat het boek van Mansion gebaseerd was op het manuscript van Lodewijk van Gruuthuse, waarschijnlijk ging het andersom en was Gruuhuses versie gebaseerd op het gedrukte werk.

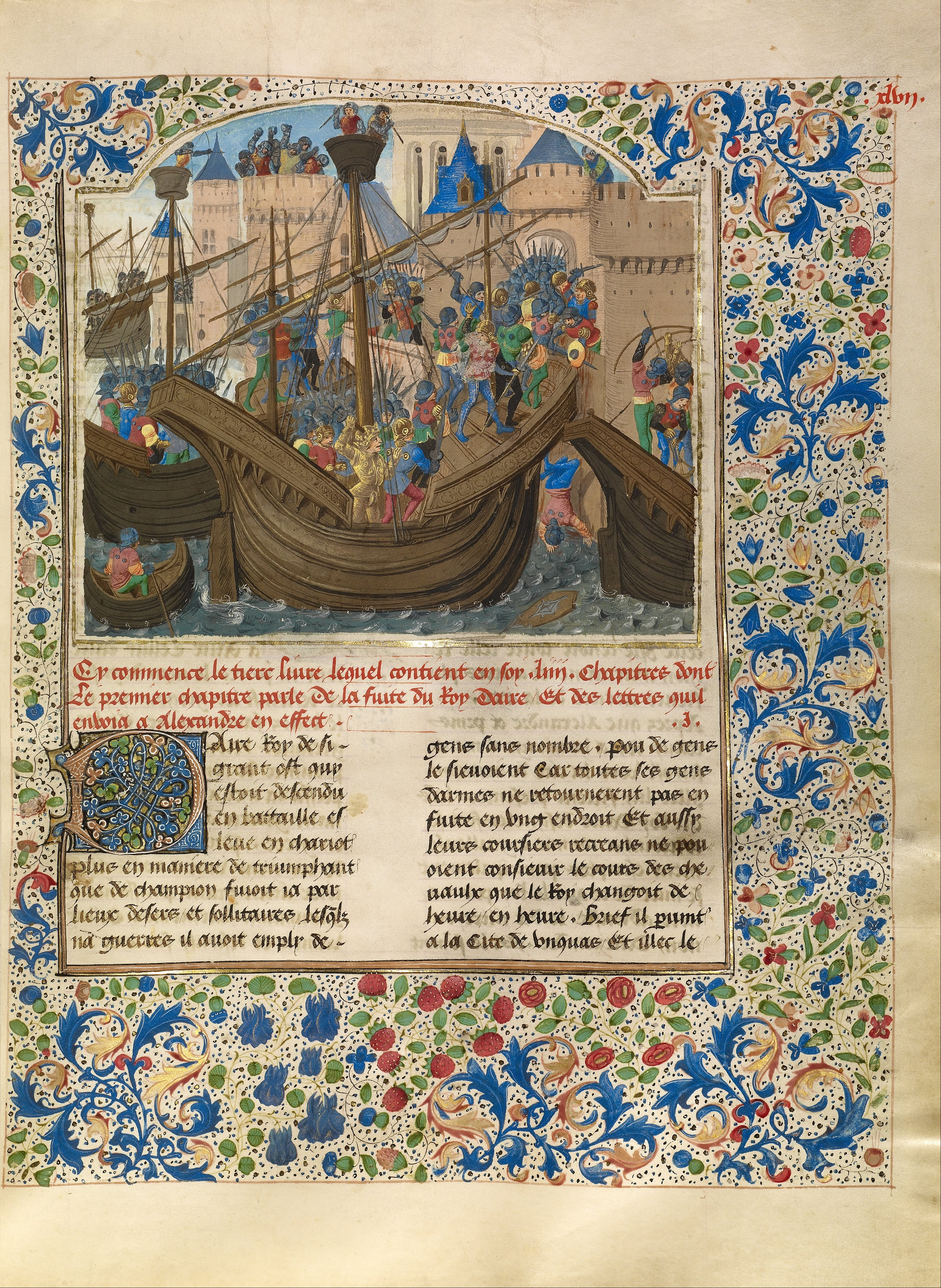
Le Livre des fais d'Alexandre le grant, Alexander valt Tyrus aan.

## Toegeschreven werken
- Jardin de vertueuse consolation van Pierre d'Ailly, gemaakt voor Lodewijk van Gruuthuse, ca. 1475, Bibliothèque nationale de France, Fr.1026
- Le Livre des fais d'Alexandre le grant, van Quintus Curtius Rufus, vertaald door Vascoda Lucena, ca. 1470-1475 Ms. Ludwig XV 8, The J. Paul Getty Museum.[5]
- Romuleon, Benvenuto da Imola, vertaling van Jean Miélot in opdracht van Lodewijk van Gruuthuse, Turijn, Biblioteca nazionale universitaria, Ms. L.I.41 et L.I.42
- La Légende dorée van Jacobus de Voragine, waaraan deze meester meewerkte met  Willem Vrelant?, Loyset Liédet, Philippe de Mazerolles en de Meester van Margaretha van York, Morgan Library and Museum, M671-675[6]